# Juana Lucero
Juana Lucero es una novela del escritor chileno Augusto d'Halmar publicada en 1902. La novela, de estilo costumbrista, originalmente titulada La Lucero (Los Vicios de Chile), pasó a llamarse simplemente Juana Lucero convirtiéndose en un hito en la literatura chilena.
Es la primera novela chilena que representa el espacio prostibular junto con el ejercicio de la prostitución. Además, expone la primera textualización de un aborto y narra una de las escenas de violación más explícitas hasta ese entonces. Algunos proponen que también se trata de la primera novela que menciona a un sujeto travestido en la literatura chilena.

## Argumento de la obra
Ambientada en el Barrio Yungay de Santiago, a principios del siglo XX. Juana Lucero, una adolescente, hija de una costurera muy humilde y un diputado que brilla por su ausencia, queda huérfana y debe aprender a vivir la vida sola. Víctima de abusos, menosprecio en su condición de mujer y obrera siendo utilizada y engañada por las personas que la rodean. Las circunstancias la conducen a un abismo del que no sabe como salir, y acepta la prostitución como alternativa.

## Género literario
La obra Juana Lucero de Augusto d'Halmar, pertenece a la corriente del Naturalismo. En Sudamérica, el naturalismo aparece en la novela hacia 1880 y pretende sobre todo analizar los problemas étnicos y sociales a través de la conducta de los personajes.
Augusto D'Halmar con Juana Lucero, fue el representante de esta corriente en Chile y estuvo claramente influido por el naturalismo ruso y francés.
Por una parte se trataba de la expresión más directa de la influencia de Émile Zola en la producción literaria de la época, por otra se trataba de la obra a la que la historia le otorgaría el rol de precursora del realismo en Chile.

## Estilo
La obra de Augusto, presenta una doble vertiente, por un lado sus textos dependen de los viajes y por otro experimentan diferentes modelos discursivos y posiciones del sujeto.
Sus obras carecen de uniformidad y como él mismo cita en el prólogo, pretende realizar un análisis objetivo de las enfermedades sociales, al modo naturalista, aunque en textos posteriores esta perspectiva cambia radicalmente.

## Temas
La obra constituye una crítica a la sociedad chilena. Describe minuciosamente la realidad, con indudable complacencia incluso en los aspectos más ingratos de ella. Los conflictos del instinto, las pasiones, la miseria, el vicio, las desigualdades sociales, acompañadas de un sentido pesimista de la vida.